# Järndisulfid

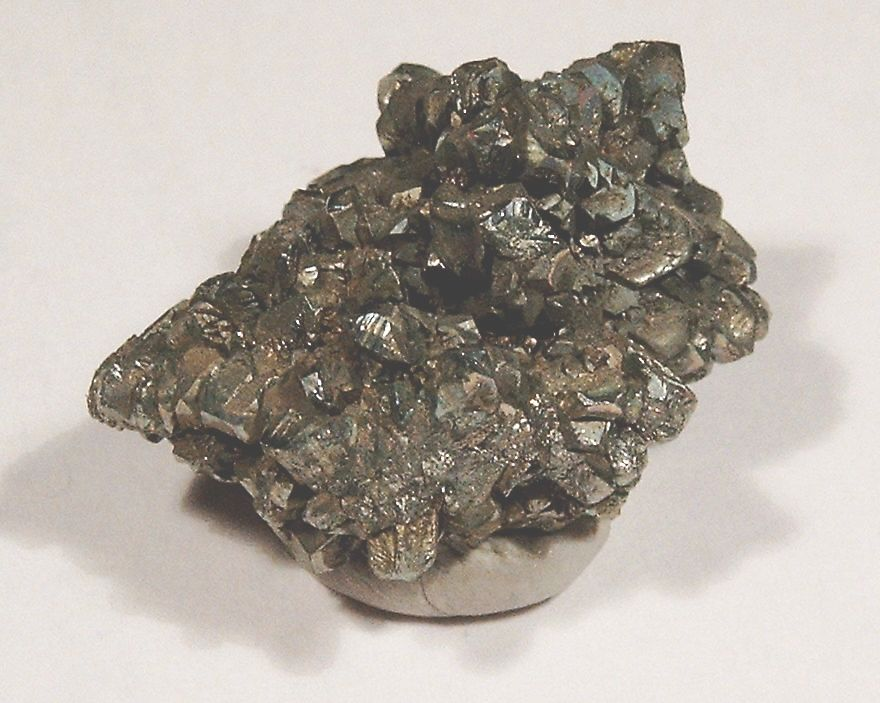
Markasit

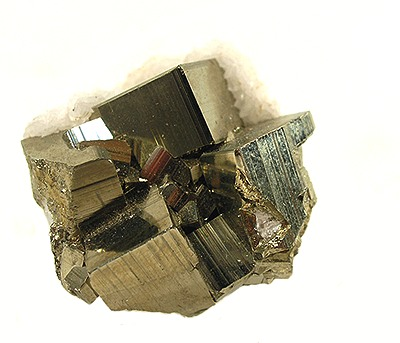
Pyrit (metalliskt utseende) på kalcit (vit färg)

Järndisulfid (FeS2) förekommer i naturen som Pyrit och Markasit. Pyrit som även kallas svavelkis är ett vanligt sulfidmineral. Pyrit har en mycket ljust gul färg när det inte har oxiderat, annars har det ett mässingsgult utseende. Både pyrit och markasit är ett malmmineral. Markasit är i massiv form likt pyrit. Markasit ersätter ibland fossil.